# Serviço Social da Indústria SP (piłka siatkowa kobiet)
Serviço Social da Indústria SP; a także SESI São Paulo – brazylijska kobieca drużyna siatkarska z São Paulo. Obecnie zespół występuje w rozgrywkach Superligi.

## Sukcesy
- Mistrzostwa Brazylii:
  -  2. miejsce (1x): 2013/14
- Klubowe Mistrzostwa Świata:
  -  3. miejsce (1x): 2014
- Klubowe Mistrzostwa Ameryki Południowej:
  -  1. miejsce (1x): 2014

## Zawodniczki

### Kadra 2015/16
- 1.  Fabiana Claudino
- 2.  Ellen Braga
- 3.  Sabrina Floriano
- 4.  Carolina Leite
- 5.  Andréia Laurence
- 7.  Michelle Coelho Lemos Daldegan
- 8.  Jaqueline
- 9.  Angélica Malinverno
- 10. Dayse Figueiredo
- 11. Priscila Heldes
- 14. Dayse Figueiredo
- 17. Suelen Pinto
- 20. Ana Beatriz Corrêa

### Kadra 2014/15
- 1.  Fabiana Claudino
- 2.  Carolina Albuquerque
- 3.  Cláudia Bueno da Silva
- 4.  Suelle do Prado Oliveira
- 5.  Michelle Coelho Lemos Daldegan
- 7.  Priscila Daroit
- 8.  Suelen Pinto
- 10. Mari Cassemiro
- 11. Elizabeth Hintemann
- 13. Bárbara Louise Bruch
- 14. Dayse Figueiredo
- 15. Monique Pavão
- 20. Ana Beatriz Corrêa

### Kadra 2013/14
- 1.  Fabiana Claudino
- 2.  Mariele de Souza Camargo
- 3.  Dani Lins
- 4.  Suelle do Prado Oliveira
- 5.  Neneca
- 6.  Bárbara Bruch
- 7.  Priscila Daroit
- 8.  Suelen Pinto
- 9.  Ana Clara Wollmann
- 10. Mari Cassemiro
- 11. Ivna Franco Marra
- 12. Carolina Albuquerque
- 13. Francyne Aparecida Jacinto
- 14. Dayse Figueiredo
- 17. Juliana Costa
- 18. Juliana Paes Filippelli
- 20. Ana Beatriz Corrêa